# Prêmio G. de B. Robinson
O Prêmio G. de B. Robinson é um prêmio da Canadian Mathematical Society (CMS) por trabalhos de destaque, que foram publicados em seus periódicos Canadian Journal of Mathematics (CJM) e Canadian Mathematical Bulletin (CMB)  – em anos pares dos dois últimos anos do CJM, em anos ímpares do CMB. É denominado em memória do ex-presidente da CMS Gilbert de Beauregard Robinson (1902–1992), que fundou com Harold Scott MacDonald Coxeter o CJM e foi durante décadas seu editor.

## Recipientes
- 1996 Henri Darmon por Thaine’s method for circular units and a conjecture of Gross, CJM 47, 1995, 302–317; Edwin Perkins, Steven N. Evans por Measure-Valued Branching Diffusions with Singular Interactions, CJM 46, 1994, Caderno 1.
- 1997 Jason Levy por A note on the relative trace formula, CMB 38, 1995, 450–461.
- 1998 Ranee Brylinski por Quantization of the 4-dimensional nilpotent orbit of SL(3, R), CJM 49, 1997, 916–943.
- 1999 não concedido.
- 2000 Ravi Vakil por Characteristic numbers of quartic plane curves, CJM 51, 1999, 1089–1120.
- 2001 Patrick Gilmer por Topological quantum field theory and strong shift equivalence, CMB 42, 2000, 190–197.
- 2002 Manfred Kolster, Victor Snaith, Ted Chinburg por Comparison of K-theory Galois module structure invariants, CJM 52, 2000, 47–91.
- 2003 James Arthur por A note on the automorphic Langlands group, CMB 45, 2002, 466–482.
- 2004 Victor Khavine, Javad Mashreghi por Admissible majorants for model subspaces H2, Teil 1,2, CJM 55, 2003, 1231–1263, 1264–1301.
- 2005 Yu-Ru Liu por A generalization of the Turán theorem and its generalizations und A generalization of the Erdős-Kac theorem and its generalizations, CMB, 2004.
- 2006 Malcolm Harper por {\displaystyle \mathbf {Z} ({\sqrt {14}})} is euclidean, CJM 56, 2004, 55–70.
- 2007 Ronald van Luijk por A K3 surface associated with certain integral matrices having integral eigenvalues, CMB 49, 2006, 560–577.
- 2008 Iosif Polterovich, Dmitry Jakobson, Nikolai Naidrashvili por Extremal metric for the first eigenvalue on a Klein bottle, CJM 58, 2006, 381–400.
- 2009 Vladimir Manuilov, Klaus Thomsen por On the lack of inverses to C*-extensions of property T algebras, CMB 50, 2007, 268–283.
- 2010 Wilhelm Winter, Andrew Toms por Z-stable ASH algebras, CJM 60, 2008, 703–720
- 2011 Hugh Thomas, Alexander Yong por Multiplicity free Schubert calculus, CMB 53, 2010, 171–186.
- 2012 Mireille Capitaine, Benoît Collins, Teodor Banica, Serban Belinschi por Free Bessel Laws, CJM 63, 2011, 3–37.
- 2013 Kenneth Davidson, Alex Wright por Operator algebras with unique preduals, CMB 54, 2011, 411–421.
- 2014 Jonathan Borwein, Armin Straub, James Wan, Wadim Zudilin, Jan Nekovář por Densities of Short Uniform Random Walks, CJM 64, 2012, 961–990.
- 2015 Philippe Gille por Octonion algebras over rings are not determined by their norms, CMB 57, 2014, 303–309.
- 2016 Jim Agler, John Edward McCarthy por Global Holomorphic Functions in Several Noncommuting Variables, CJM 67, 2015, 241–285.
- 2017 Alan Beardon por Non-discrete Frieze Groups, CMB 59, 2016, 234–243.
- 2018 Patrick Ingram por Rigidity and height bounds for certain post-critically finite endomorphisms of PN, CJM 68, 2016, 625–654; und Anastasia Stavrova por Non-stable K1-functors for Multiloop Groups, CJM 68, 2016, 150–178.